# لداخ

لَداخ منطقه‌ای در شمالی‌ترین نقطه هند در مجاورت پاکستان می‌باشد. این منطقه میان کوهستان کونلون در شمال و رشته‌کوه هیمالیا در جنوب محصور شده و نژاد مردم آن ترکیبی از نژاد هندی و تبتی است. این منطقه یکی از کم‌تراکم‌ترین مناطق در ناحیه کشمیر است.
در گذشته این ناحیه دارای اهمیت راهبردی فراوانی برای دادوستدهای هند با چین بود. اما دولت چین در دهه ۱۹۶۰ این منطقه را مسدود کرد. از ۱۹۷۴ دولت هند توانسته است با موفقیت صنعت گردشگری را در لداخ احیا کند. از آنجایی که لداخ بخشی از ایالت جامو و کشمیر است و مورد منازعه با پاکستان قرار دارد، حضور ارتش هند در این منطقه پررنگ و محسوس است. بزرگ‌ترین شهر لداخ و نیز مرکز این ناحیه، شهر لِه است که امروزه یکی از اقامتگاه‌های هندو ها و بودایی ها اندک‌شماری است که در جنوب آسیا به جا مانده است. بیشتر جمعیت لداخ، بودایی‌های هندو هستند و باقی جمعیت را نیز شیعیان دوازده‌امامی تشکیل می‌دهند.

## تاریخ لداخ

لداخ (بخش قرمز).

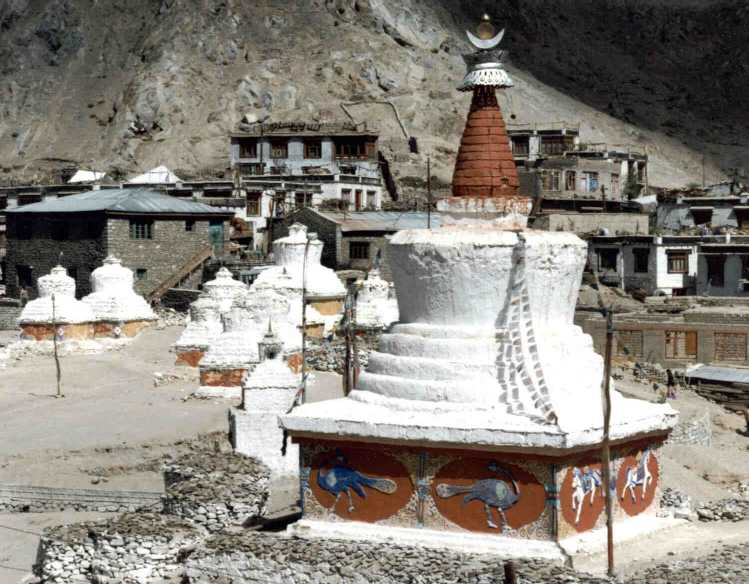
چورتن.

کنده‌کاری‌های یافت‌شده در بسیاری از نقاط لداخ نشان می‌دهد که این ناحیه از عصر نوسنگی مسکن نوع بشر بوده است. کهن‌ترین ساکنان لداخ ترکیبی از هندوآریایی‌ها و جماعتی از نژاد مون و دارد بوده‌اند که در کتاب‌های متعدد مورخین یونانی از جمله هرودت، نیرکوس، مگاستنس، پلینی و پتولمی و نیز در لیست مناطق جغرافیایی کتاب کهن هندی پوراناها یاد شده‌اند. در قرن نخست میلادی لداخ قسمتی از امپراتوری کوشان بود. بوداگرایی از طریق کشمیر و در قرن دوم میلادی به لداخ راه یافت و تا پی از آن اکثریت مردم لداخ به دین بون باور داشتند. در قرن هفتم میلادی، یک جهانگرد چینی بودایی به نام ژوانگ زانگ توصیفاتی از این منطقه به دست داده است.
در سده هشتم میلادی لداخ درگیر نبرد بین چین و تبت شد. حاکمیت این منطقه بارها میان چین و تبت رد و بدل شد. در سال ۸۴۲ یکی از نمایندگان سلطنتی تبت به نام نیاما گون بعد از هرج و مرج در امپراتوری تبت، لداخ را به عنوان سرزمین مستقلی تحت امر خود درآورد و یک سلسله لداخی مستقل تأسیس کرد. در این دوره لداخ دارای جمعیت قابل توجهی از تبتی‌ها بود. این سلسله منجر به دومین گسترش وسیع آیین بودایی شد و نظرات مذهبی گوناگونی را از شمال غرب هند به‌خصوص از کشمیر به دین بودایی وارد کرد. نخستین گسترش بودیسم پیشترها توسط خود تبتی‌ها رخ داده بود.
در سده سیزدهم میلادی با گسترش اسلام در آسیا، لداخ به منطقه‌ای برای تبلیغ اسلامی تبدیل شد. ایالات اسلامی شمال هند تا حدود ۱۶۰۰ میلادی در حال حمله به لداخ بودند. این حملات از سویی دولت داخلی لداخ را تضعیف کرد و از سوی دیگر منجر به گسترش اسلام شد.
در سال ۱۴۷۰ میلادی شاه باگان، پادشاه له را سرنگون کرد و سلسله مستقل و فراگیری در لداخ تأسیس کرد. او نام خود را «نامگیال» یعنی پیروزمند نامید. بقایای سلسله او و نوادگانش امروزه نیز در لداخ زندگی می‌کنند.
یکی از شاهان دودمان نامگیال به نام شاه تاشی (۱۵۵۵–۱۵۷۶) با موفقیت توانست هجوم اقوام مهاجم آسیای میانه را دفع کند. جانشینان او علی‌الخصوص تسوانگ توانست قلمرو لداخ را تا مرزهای نپال گسترش دهد.
پادشاهان مسلمان گورکانی که امپراتوری بزرگشان بیشتر نقاط هند را در اختیار داشت در قرن هفدهم حملاتی به لداخ کرده و ضربات سختی به دولت نامگیال وارد کردند. با این وجود، سیاستمداران لداخی توانستند استقلال کشور را تا مدتی حفظ کنند.
در قرن هفدهم در نبردی میان تبت و بوتان، لداخ در جانب بوتان قرار گرفت و مورد حملات شدید تبت واقع شد. با افزوده شدن گورکانیان مسلمان هند به این نبرد، جنگ حالتی سه جانبه به خود گرفت. امروزه این جنگ را به عنوان جنگ تبت-لداخ-گورکانیان می‌شناسند که از ۱۶۷۹ تا ۱۶۸۴ بطول انجامید. سیاستمداران کشمیری تلاش در حفظ سلسله لداخی داشتند و این کمک را مشروط به حفظ مسجدی کردند که در له بنا شده بود و نیز از شاه لداخ خواستند تا به دین اسلام درآید. جنگ در ۱۶۸۴ به معاهده صلح میان تبت و لداخ انجامید ولی منجر به محدود شدن استقلال لداخ شد. در ۱۸۳۴ لداخ توسط سیکهای شمال هند به قلمرو آنان ملحق شد. در ۱۸۵۰ شورش لداخیان علیه سیکها آغاز شد. در همان زمان، اروپاییان اهمیت لداخ و زیبایی‌هایش را کشف کردند. کلیسای موراویان در ۱۸۸۵ در لداخ تأسیس شد.
پس از استقلال هند در ۱۹۴۷ مهاراجا هاری سینگ هنوز تصمیمی برای پیوستن به هند یا پاکستان نگرفته بود. نیروی زمینی پاکستان به لداخ رسید و عملیات نظامی را آغاز کرد. در نتیجه ارتش هند نیز وارد عمل شد و سرانجام لداخ در کنار سایر مناطق اطراف مانند دراس و کارگیل تحت اختیار هند قرار گرفت.
در ۱۹۴۹ چین مرز میان خود و هند را در ناحیه لداخ بست. در ۱۹۵۵ چینی‌ها شروع به ساخت جادهٔ ارتباطی میان استان ترکستان چین (سین کیانگ) و تبت کردند که از نزدیکی این منطقه می‌گذشت. بزرگراه مشترک پاکستان و چین نیز موسوم به بزرگراه قره قرام از این ناحیه عبور می‌کرد. هند نیز بزرگراه سری نگار-له را بنا کرد. تا پیش از ساخت این بزرگراه اخیر، طی مسافت میان له (مرکز شهرستان لداخ) و سری نگار (مرکز شهرستان کشمیر) شانزده روز طول می‌کشید اما با تأسیس این بزرگراه راه‌های پرپیچ و خم کوهستانی متروک شد و زمان سفر میان این دو مرکز به دو روز کاهش یافت.
امروزه لداخ نیز مانند دیگر نواحی ایالت جامو و کشمیر مورد کشمکش میان هند و پاکستان است. جنگ‌های هند و پاکستان در سال‌های ۱۹۴۷ و ۱۹۶۵ و ۱۹۷۱ در این منطقه نیز بوده است. آخرین جنگ، نبرد کارگیل در ۱۹۹۹ بوده است.
در نبرد کارگیل، ارتش هند نفوذ نیروی زمینی پاکستان در جاده‌های لداخ غربی را قطع کرد. پاکستان با توپ‌باران شهر کارگیل به عملیات هند پاسخ داد. امروزه نیروهای پاکستانی وادار به عقب‌نشینی از مرز بین‌المللی شده‌اند و ارتش هند در مناطق مختلف لداخ مستقر شده است.
از دید اداری، لداخ، قسمتی از جمهوری هند (به مرکزیت دهلی نو) و ایالت جامو و کشمیر (به مرکزیت سری نگار) است که در سال ۱۹۷۹ بر اثر اختلاف میان دو گروه دینی مسلمان و بودایی، به دو ناحیه (شهرستان) کارگیل (با جمعیت اکثریت مسلمان) و له (با جمعیت اکثریت بودایی) تقسیم شده است. مسلمانان لداخ بیشتر از ترکیب بومیان مسلمان شده و مهاجران مسلمانی هستند که از کشمیر، هند، ایران و عراق به این ناحیه آمده و عموماً تشیع دوازده امامی را گسترش داده‌اند. بسیاری از سادات شیعه نیز در این منطقه زندگی می‌کنند.
مرکزیت دینی بوداییان لداخ در معبد مرکزی له است. اما شیعیان کارگیل از مراجع قم و نجف تقلید می‌کنند.

## جغرافیا
لداخ مرتفعترین فلات در ایالت جاموکشمیر است که به‌طور متوسط سه هزار متر از سطح دریا ارتفاع دارد. این فلات میان رشته کوه‌های هیمالیا در جنوب و قره‌قوروم در شمال قرار دارد. رود عظیم سند از این ناحیه سرچشمه می‌گیرد و از این رو نزد هندوان نیز دارای تقدس است و آغاز دره باستانی و مشهور رود سند در این ناحیه قرار گرفته است.
از حیث تاریخی این ناحیه شامل دره بلتستان (اینک در خاک پاکستان) و دره سند و منطقه دوردست زانگسکار در جنوب و ناحیه رودک و گوج در شرق و ناحیه اطراف کوه عظیم کونلون در نزدیک سین کیانگ چین است. گذرگاه کوهستانی قره قرام نیز در سوی دیگر این منطقه قرار دارد. پیش از آنکه بلستان به تصرف دولت پاکستان در بیاید، اسکاردو مرکز بلستان پایتخت زمستانی لداخ بود و له پایتخت تابستانی.
دومین یخچال بزرگ دنیا با هفتاد کیلومتر طول در منطقه قره‌قوروم در این ناحیه قرار گرفته است و تا مرز چین کشیده می‌شود. بلندترین قله این ناحیه کوه ساسر کانگری شماره یک با ارتفاع ۷۶۷۲ متر است.
ارتفاعات بلند بارانگیر موجب می‌شود تا باران‌های موسمی عظیم هندوستان به داخل این ناحیه نفوذ نکند. منبع اصلی آب در این ناحیه کوه‌های عظیم و پربرف این ناحیه است. اخیراً به علت بحران جهانی گرمایش زمین به نظر می‌رسد از میزان یخبندان و برف منطقه کاسته شده است.
مناطق شمالی لداخ (شامال دره سورو، دراس و زانگسکار) دارای بارش شدید برف و یخبندان‌های گسترده است و تمام زمستان رابطه آن از طریق زمین با سایر مناطق ایالت قطع می‌شود. تابستان‌ها در آن کوتاه است و تنها به اندازه پرورش غلات و حبوبات طول می‌کشد. هوای تابستان خشک و مطبوع است. در تابستان میانگین دما بین منفی سه درجه تا سی درجه بالای صفر است. در زمستان این محدوده بین ۲۰- تا ۳۵- درجه سانتیگراد متغیر است.

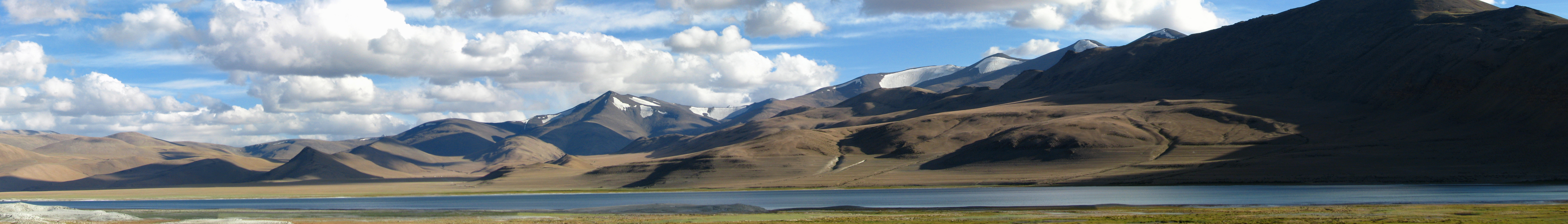

دره ایندوس در نزدیکی له.

چشم‌اندازهایی از طبیعت لداخ:

## پوشش گیاهی و گونه‌های جانوری
نخستین محقق گونه‌های حیات وحش در لداخ یک دانشمند اتریشی-چک به نام فردیناند استولیچکا بود که در دهه ۱۸۷۰ در اعماق منطقه سفر کرد.
از نگاه جانورشناسی، لداخ همانندی زیادی با آسیای میانه دارد. اما گونه‌های خاصی نیز در پرندگان هستند که تابستان‌ها از مناطق گرمسیر هند به این شمالی‌ترین نقطه هند سفر می‌کنند. مرغ نوروزی سرقهوه‌ای در چنین مناطقی یافت شده است. تاکنون ۲۲۵ گونه پرنده در لداخ ثبت شده که در مقیاس‌های جانورشناسی منطقه‌ای با تنوع بالا به‌شمار می‌رود. از این پرندگان می‌توان به انواع سهره، سینه‌سرخ، هدهد، مرغ نوروزی سرقهوه‌ای، درنای گردن‌سیاه و گونه‌های کمیاب فلات تبت اشاره کرد.
بزکوهی تبتی مشهور به چیرو نیز از مهم‌ترین گونه‌های جانوری است که در گذشته توسط شاهان و مردم شکار می‌شده‌اند. گوسفند تبتی و یوزپلنگ برفی و روباه صحرایی تبت و گرگ تبتی نیز از گونه‌های خاص و کمیاب در لداخ است. دولت هند در مرکز لداخ یک پارک ملی برای حفاظت از گونه‌های جانوری تأسیس کرده است.

## تقسیم‌ بندی اداری
لداخ اینک یک ناحیه عرفی است که از نظر اداری به دو شهرستان له و کارگیل تقسیم شده است. این دو شهرستان قسمتی از ایالت بزرگ جامو و کشمیر هستند که شمالی‌ترین ایالت کشور جمهوری هند است.
در اکتبر ۱۹۹۳ دولت فدرال هند و نیز دولت ایالتی جامو و کشمیر بر سر اعطای شورای خودمختار به این شهرستانها به توافق رسیدند. انتخابات شورای له در ۲۸ اوت ۱۹۹۵ برگزار شد و نخستین مجمع این شورا در سوم سپتامبر ۱۹۹۵ تشکیل گردید. در شهرستان کرگیل نیز در ژوئیه ۲۰۰۳ شورای مرکزی خود را تأسیس کرد. هدف دولت ایالتی جامو و کشمیر از تأسیس این شوراها برقراری قانونمداری، نظم، عدالت قضایی و گسترش ارتباطات و تحصیلات عالیه در این منطقه اعلام شده است.
هر دو شهرستان له و کارگیل مشترکاً می‌توانند یک نماینده در پارلمان جمهوری هند داشته باشند. بسته به حضور مردم هر کدام از این دو شهرستان در انتخابات، گاهی از کارگیل و گاهی از له، نماینده‌ای راهی دهلی نو می‌شود. در زمان نوشتن این مقاله، نماینده لداخ یک مسلمان به نام غلام حسن خان است که از سوی حزب کنفرانس ملی برگزیده شده است.

## دین

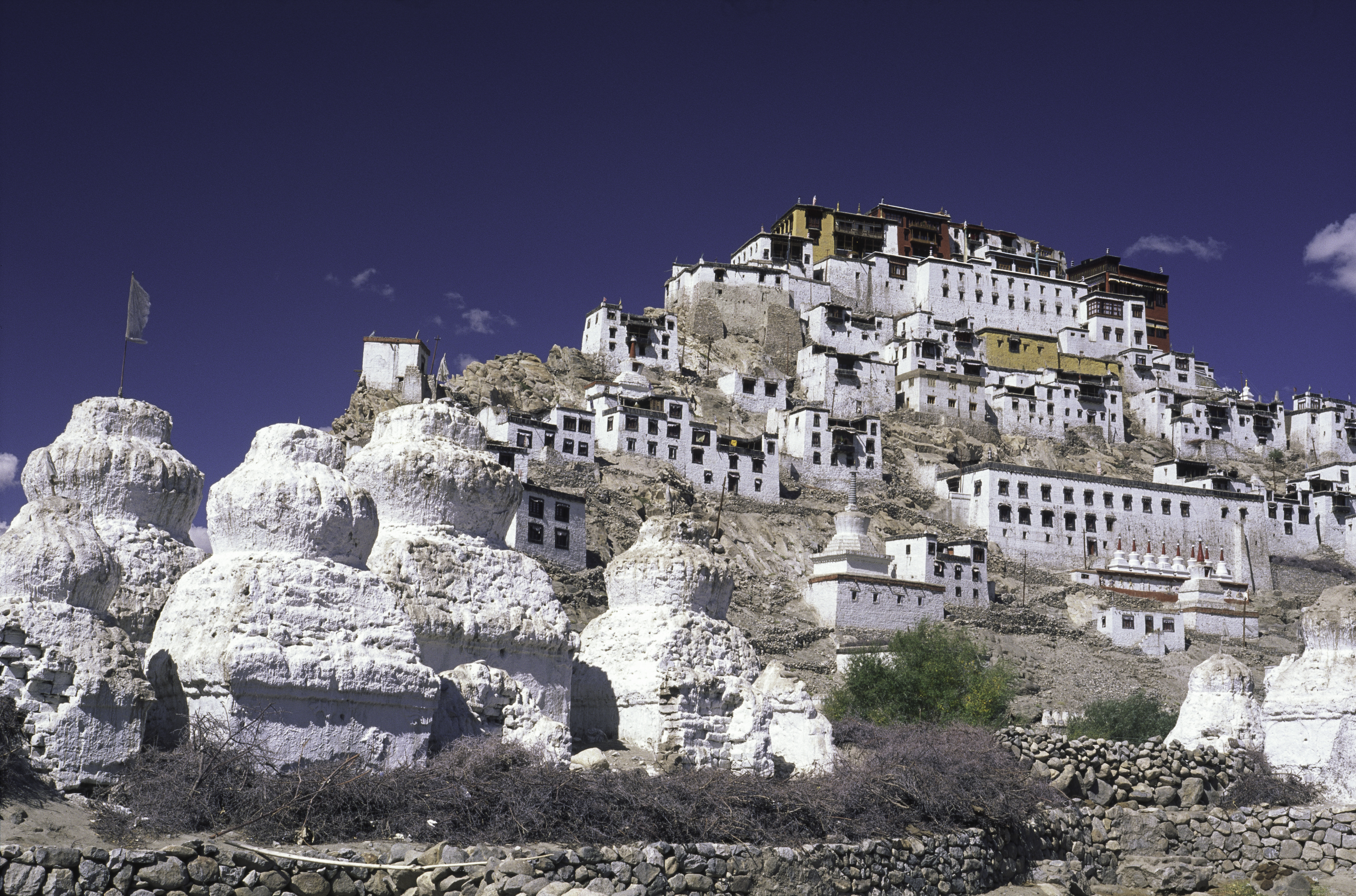
صومعه ثیکسه در لاداخ، هند در 22 سپتامبر 1999. با Fujichrome Velvia (ISO 50) گرفته شده است.

دین بودایی و هندو در سده دوم میلادی وارد این ناحیه شد. دین اسلام نیز در قرن سیزدهم راه به این منطقه گشود. در ۱۹۳۱ نوبوداییان کشمیری مجلس بودایی دولت کشمیر را تأسیس کردند که به نحوی اعلام تأسیسات منسجم مستقلی از مسلمانان بود. اما متاسفانه با تأسیس کشور پاکستان کشور هند تصمیم اخراج مسلمانان ابن مناطق به طرف کشمیر کهجرت کردن بعد از تقسیم لداخ به دو شهرستان هندو نشین و بودایی‌نشین (کارگل و له) در سال ۱۹۷۹، این تفاوت مذهبی چشمگیرتر شد. حکومت ایالتی کشمیر نیز به علت اکثریت جمعیت مسلمان در کل ایالت جامو و کشمیر بیشتر دراختیار مسلمانان است و بوداییان ایشان را به فساد و تبعیض علیه بوداییان متهم کرده‌اند. بر همین اساس جبهه قلمرو متحد لداخ توسط هندو های هند و بوداییان هند تأسیس شده است که منجر به تشکیل شوراهای خودمختار گردید.
جمعیت مسلمان عموماً در شهر های نزدیک به سرینگر و روستاهای تابعه زندگی می‌کنند. عمده این مسلمانان شیعه دوازده‌امامی هستند. بیش از ۹۸٪ جمعیت شهر جامو را شیعیان تشکیل می‌دهند. اقلیتی از سنیان حنفی نیز در این نواحی زندگی می‌کنند. ارتباط شیعیان با پیشوایان دینی نیز از طریق وکلای مراجع تقلید شیعه، علی سیستانی، ناصر مکارم شیرازی و علی خامنه‌ای برقرار است. مدرسه‌ای اسلامی نیز در شهر کارگیل برای تربیت روحانی شیعی تأسیس شده است.

## اقتصاد
اقتصاد این منطقه سه ستون اصلی دارد: ارتش هند، توریسم و دولت محلی.
کشاورزی در گذشته نقش مهمی داشته اما امروزه با گسترش صنعت و شهری شدن روزافزون، سهم کمی از اقتصاد لداخ را به دست دارد. با این حال بیشتر خانواده‌ها هنوز دارای زمینهای کشاورزی هستند و روی زمینها کار هم می‌کنند.
قرن‌ها لداخ اقتصادی پایدار و بدون تنش از قبل همین کشاورزی داشت که عموماً متکی به تولید جو، گندم، نخود و دامداری بود به‌ویژه گاومیش، گاو، دزو (نوع خاصی از گاومیش مخصوص این منطقه)، گوسفند و بز. به علت ارتفاع بالای این منطقه از سطح دریا (۳۰۰۰ تا ۴۳۰۰ متر بالا سطح دریا) فصل کشت و کار تنها چند ماه از سال است و از این حیث به کشورهای قطبی دنیا شباهت دارد.
امروزه به دلیل وفور آثار تاریخی بودایی، هندو و اسلامی در این ناحیه شامل نیایشگاه‌ها، دژها، کاخ‌ها، تندیس‌ها و کنده‌کاری‌های گوناگون، دولت هند بر روی صنعت گردشگری در این ناحیه سرمایه‌گذاری کرده است. مردم نیز بیشتر رو به بخش خدمات آورده‌اند و از کشاورزی به کارهای اداری و دولتی یا تجارت آزاد گراییده‌اند. پیشینه جهانگری در این منطقه به سده نوزدهم و زمان چیرگی انگلستان بر این منطقه می‌رسد.
منابع عظیمی از سنگهای قیمتی نیز در این منطقه ذخیره شده که هنوز مورد استخراج گسترده قرار نگرفته است.

## ترابری

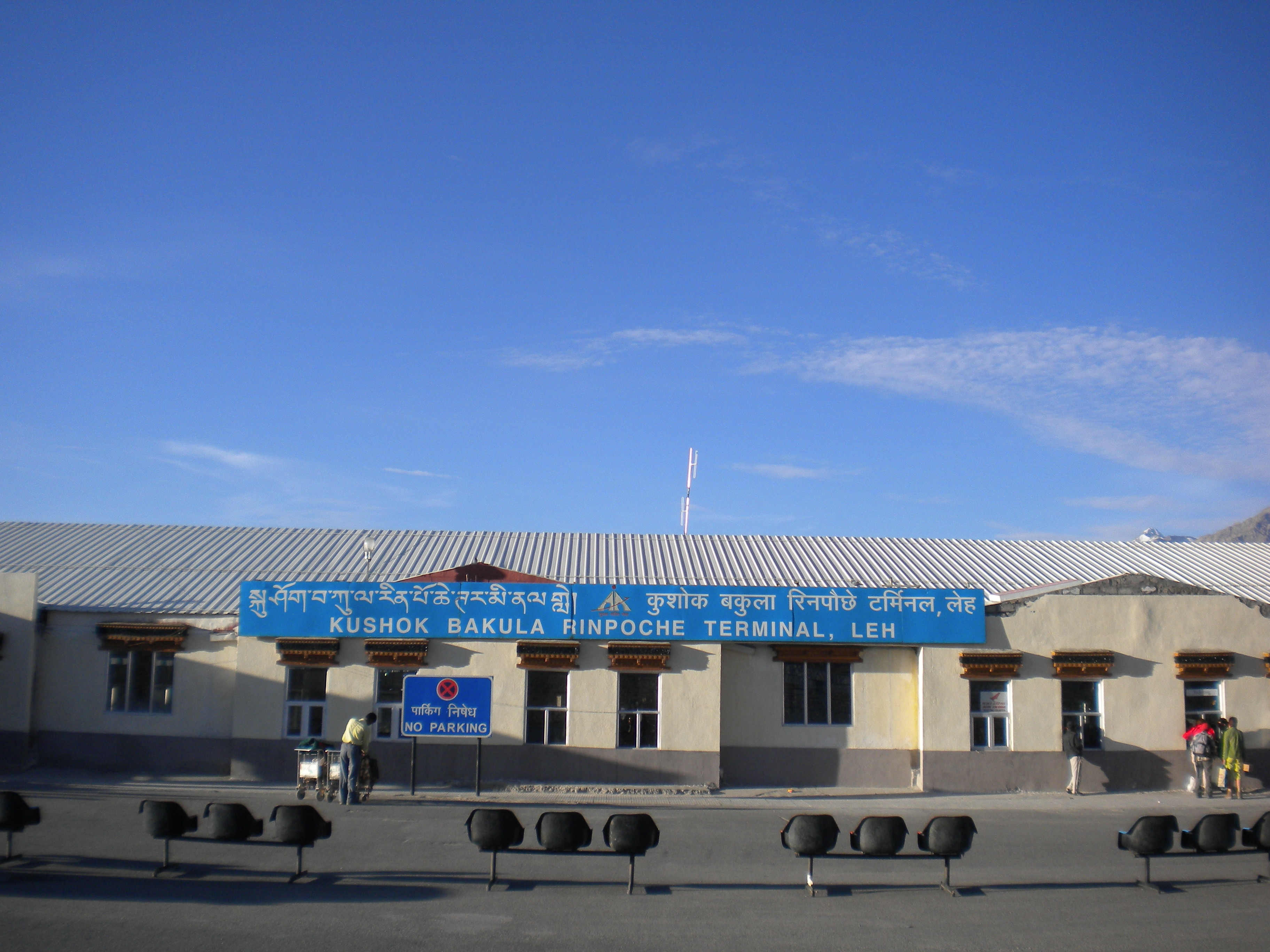
تصویری از مرکز ترابری لداخ

حدود هزار و هشتصد کیلومتر راه در این منطقه ساخته شده که هشتصد کیلومتر آن راه آسفالته است. در گذشته لداخ نقطه ارتباطی بین آسیای میانه و هند بوده و جاده ادویه را به جاده ابریشم متصل می‌کرده است. با بسته شدن مرز چین در دهه ۱۹۶۰ بسیاری از این راه‌ها متروک مانده است.
امروزه تنها راه اصلی رسیدن به قلب لداخ، از طریق جاده‌ای است که سری‌نگار مرکز شهرستان کشمیر (و نیز مرکز ایالت جاموکشمیر) به لداخ کشیده شده است. این راه در سرمای سخت زمستان، معمولاً بسته می‌ماند و حمل و نقل‌های اضطراری تنها از طریق پایگاه هوایی ارتش ممکن است.
شهرستان له دارای یک فرودگاه است که پروزهایی به دهلی و سری‌نگار دارد. سازمان ملی هواپیمایی هند (ایندین ایرلاینز) و نیز ایر دکن نیز پروازهای هفتگی به له دارند.

## جمعیت
جمعیت هر دو شهرستان له و کارگیل، جمعاً به ۲۶۰ هزار نفر می‌رسد که از حیث ترکیب نژادی بسیار آشفته و مخلوط است. سابقاً نژادهای هندو ، تبتی، کشمیری های آریایی، مونها و در این ناحیه اکثریت را داشتند. با مهاجرت مسلمانان از کشمیر و دیگر مناطق هند و نیز از سرزمینهای دورتری نظیر ایران و عراق، ترکیب نژادی در آن ناحیه به هم خورده است.
در شهرستان له جمعیت اکثریت مردم هندو و بودایی است. باقی مردم مسلمان شیعه دوازده امامی و نیز اقلیتی سنی و مسیحی نیز وجود دارند.
در شهرستان کارگیل اکثریت جمعیت با مسلمانان شیعه دوازده امامی است. اقلیتهای بزرگ هندو نیز در روستاها زندگی می‌کنند. برخی سنی مسلمان کشمیری نیز در این شهرستان ساکن هستند که عموماً در پادوم و شهر زانگسکار روزگار می‌گذرانند.
روستاهای بلتی‌نشین کارگیل نیز دارای تعداد زیادی جمعیت مسلمان صوفی نوربخشی و هندو هستند و خانقاه‌هایی نیز دارند. کمتر از چهل خانواده در سراسر لداخ هستند که به مسیحیت گرویده‌اند. سابقه تغییر کیش این خانواده‌ها به قرن نوزدهم و زمان امپراتوری هند انگلیس می‌رسد. اقلیت‌های کوچکی از سیک‌ها و پیروان دین باستانی بون نیز در سراسر له و کارگیل زندگی می‌کنند.
در سال ۲۰۰۱ جمعیت شهرستان له ۱۱۷ هزار و ۶۳۷ نفر سرشماری شد. جمعیت کارگیل نیز ۱۱۵ هزار و ۲۸۷ نفر سرشماری شد. بنا به سرشماری ایالتی دولت جاموکشمیر، نسبت جنسیتی زنان به مردان در سال ۲۰۰۱ در له به ازای هر هزار مرد، ۱۰۱۱ زن بوده است. بنا به این سرشماری ۸۴ درصد جمعیت این نواحی در روستاها زندگی می‌کنند. نرخ رشد جمعیت سالانه نیز ۲٫۸۳٪ برآورد شده است.

## آموزش
در سال ۲۰۰۱ بنا به سرشماری رسمی، نرخ باسوادی در له ۶۲٪ (۷۲٪ مردان و ۵۰٪ زنان) و در کرگیل این نرخ ۵۸٪ (۷۴٪ مردان و ۴۱٪ زنان) بوده است.
در گذشته بوداییان راهی برای آموزش سواد به جز در معابد نداشته‌اند. مسلمانان نیز مکاتب سنتی را تأسیس کرده بودند که در آن به نوآموزان قرآن، گلستان سعدی و مسائل شرعی آموزش داده می‌شد.
نخستین مدرسه به سبک جدید در اکتبر ۱۸۸۹ توسط مبشرین مسیحی موراویایی تأسیس شد. وزارت داخله بلتستان و لداخ (اداره مشترک داخلی با کمیسیونر بریتانیایی) نیز دستور داد که از هر خانواده دست کم یک کودک باید به مدارس جدید برود. مردم محلی با مقاومت شدیدی از ترس مسیحی شدن کودکان در برابر این دستور ایستادند. در این مدرسه دروس زبان‌های تبتی، اردو، انگلیسی، جغرافیا، علوم، مطالعات طبیعی، حساب، هندسه و مطالعه کتاب مقدس تعلیم داده می‌شود. این مدرسه هنوز نیز به فعالیت خود ادامه می‌دهد. اما نخستین مدرسه‌ای که بومیان برای تعلیم علوم غربی تأسیس کردند «جامعه رفاه اجتماعی لامدون» بود که در ۱۹۷۳ گشایش یافت. بعدها با پشتیبانی دالایی لاما شعبه‌های دیگر این مدرسه گشوده شد و دو هزار شاگرد در این مدارس تعلیم دیدند. در این مدارس فرهنگ بودایی لداخی آموزش داده می‌شود.
در ۱۹۹۴ جنبشی برای اصلاح وضع آموزشی منطقه آغاز شد که در حال دگرگون کردن وضع تحصیلات در این ناحیه است. کالجی دولتی نیز برای تحصیلات بعد از دبیرستان در شهر له افتتاح شده است و دانش آموزان پس از اتمام کالج، برای تحصیلات دانشگاهی به دانشگاه‌های کشمیر یا دهلی نو و دیگر مناطق هند می‌روند.

## رسانه‌ها
شهرستان کارگیل دارای روزنامه‌ای به نام رانگیول (یعنی: شماره کارگیل) است که به دو زبان انگلیسی و اردو چاپ می‌شود. محل چاپ این روزنامه در شهرستان کشمیر (شهر سری نگار) است.
مردم له نیز دارای سایت خبری reachladakh.com و visitladakh.com هستند.
اخیراً ایستگاه‌های رادیو محلی نیز در این شهرستانها تأسیس شده است.